# Oscar Dorley
Oscar Dorley, né le 19 juillet 1998 à Monrovia au Liberia, est un footballeur international libérien. Il évolue au poste de milieu central avec le Slavia Prague.

## Biographie

### Carrière en club
Natif de Monrovia au Liberia, Oscar Dorley rejoint la Lituanie et le club du FK Trakai en 2016. Il débute en professionnel avec ce club. Il joue son premier match le 3 août 2016, face au FK Jonava, en championnat. Il entre en jeu et les deux équipes se neutralisent (1-1 score final).
Lors de la saison 2017, il inscrit sept buts dans le championnat de Lituanie. Le 23 mai, il se met en évidence en étant l'auteur d'un doublé lors de la réception du FK Kauno Žalgiris (victoire 4-1).
Avec ce club il découvre la coupe d'Europe, jouant son premier match le 29 juin 2017, face au club écossais du St Johnstone FC, lors d'une rencontre qualificative pour la phase de groupe de la Ligue Europa 2017-2018. Il est titularisé et son équipe l'emporte par deux buts à un.
Le 6 février 2018, il rejoint le FC Slovan Liberec, en Tchéquie, où il est prêté jusqu'à la fin de l'année 2018. Il joue son premier match sous ses nouvelles couleurs le 18 février suivant, face au Sparta Prague en championnat, contre qui son équipe s'incline (2-0). Il inscrit son premier but le 12 mai 2018 contre le FC Baník Ostrava (1-1).
Le 11 août 2019, Oscar Dorley s'engage en faveur du Slavia Prague pour un contrat de quatre ans, mais il est laissé au FC Slovan Liberec jusqu'à la fin de l'année 2019, et ne rejoint son nouveau club qu'en janvier 2020. Une fois arrivé au club, il joue son premier match le 1er mars 2020, lors d'une rencontre perdue par son équipe face au FC Slovácko (2-0). À l'issue de cette saison le Slavia est sacré champion de République tchèque, il glane donc le son premier titre avec le Slavia.
Le 21 février 2021, Dorley inscrit son premier but pour le Slavia, lors d'une rencontre de championnat face au FK Teplice. Il ouvre le score mais les deux équipes se partagent finalement les points (1-1 score final). À l'issue de cette saison 2020-2021 le Slavia est sacré champion de République tchèque, il remporte donc ce trophée une deuxième fois.

### Carrière internationale
Oscar Dorley honore sa première sélection avec l'équipe nationale du Liberia le 5 septembre 2015, lors d'une rencontre remportée par les siens face à la Tunisie (1-0).

## Palmarès
- Champion de Tchéquie en 2020 et 2021 avec le Slavia Prague
- Vice-champion de Lituanie en 2016 avec le FK Trakai
- Finaliste de la Supercoupe de Lituanie en 2017 avec le FK Trakai